# WWE Wrestlepalooza
WWE Wrestlepalooza, también promocionado como Wrestlepalooza: Indianápolis, será un evento en vivo de lucha libre profesional producido por WWE. Se llevará a cabo el sábado 20 de septiembre de 2025 en el Gainbridge Fieldhouse de Indianápolis, Indiana.
Será el primer evento premium en vivo de la WWE que se transmitirá por el servicio de transmisión directa al consumidor de ESPN en los Estados Unidos.

## Producción
Wrestlepalooza fue el nombre de un evento de lucha libre profesional producido por Extreme Championship Wrestling (ECW) que se celebró en 1995, 1997, 1998 y 2000; aunque la edición de 1998 se emitió en Pago por visión. En 2003, la WWE adquirió los activos de ECW tras su quiebra.
El 14 de agosto de 2025, la promotora estadounidense de lucha libre profesional WWE anunció accidentalmente el evento antes de tiempo. Los aficionados notaron que la sección de entradas se actualizaba con el póster, la ubicación y el enlace (mostrando que el evento que iba regresar originalmente era WWE Over the Limit). El 20 de agosto de 2025, la WWE anunció oficialmente el regreso del evento.
Además de emitirse en PPV tradicional en todo el mundo, estará disponible para transmitir en vivo en Netflix en la mayoría de los mercados internacionales, WWE Network en cualquier país restante que aún no se haya transferido a Netflix debido a contratos preexistentes y el servicio de transmisión directa al consumidor de ESPN en los Estados Unidos. Este será el primer evento del roster principal de la WWE que se emitirá en ESPN en los Estados Unidos, ya que el contrato de Peacock finalizará tras la conclusión de Clash in Paris. ESPN originalmente había sido programado para comenzar a transmitir eventos premium en vivo en los Estados Unidos en abril de 2026 comenzando con WrestleMania 42, pero como el contrato de Peacock les permitía transmitir un número selecto de eventos por año, eventos adicionales como Evolution y la segunda noche de SummerSlam hicieron que Peacock pasara esa cuota y terminara su contrato antes de lo previsto; Peacock aún emitirá eventos premium en vivo de NXT hasta al menos 2026.

## Luchas pactadas
- John Cena vs. Luchador por confirmar.